# Advantage Cars Prague Open 2025 – mužská čtyřhra
Mužská čtyřhra Advantage Cars Prague Open 2025 probíhala v první polovině května 2025. Do deblové soutěže pražského tenisového challengeru, hraného na štvanické antuce, nastoupilo šestnáct dvojic. Němečtí obhájci titulu, Jakob Schnaitter s Markem Wallnerem, do turnaje nezasáhli.
Vítězi se stali Ukrajinec Denys Molčanov s Čechem Matějem Vocelem, kteří ve finále zdolali Rakušany Davida Pichlera a Jurije Rodionova poměrem 7–6 a 6–3. Ve druhé sadě prolomili soupeřům podání v osmém gamu. Oba šampioni si do žebříčku ATP připsali 75 bodů a získali první společnou trofej. 37letý Molčanov na vybojoval třicátý devátý challenger ve čtyřhře a o deset let mladší Vocel první kariérní titul v rámci challengerového okruhu.

## Nasazení párů
1. Romain Arneodo /  Manuel Guinard (čtvrtfinále)
2. Vidžaj Sundar Prašanth /  Miguel Ángel Reyes-Varela (1. kolo)
3. Cleeve Harper /  Ryan Seggerman (1. kolo)
4. Marcelo Demoliner /  David Pel (čtvrtfinále)

## Pavouk
| Legenda                                                       |                                                                        |                                                   |
| - Q – kvalifikant - WC – divoká karta - LL – šťastný poražený | - Alt – náhradník - SE – zvláštní výjimka - PR/SR – žebříčková ochrana | - w/o – bez boje - r – skreč - d – diskvalifikace |